# Naldo Kwasie
Naldo Kwasie (Paramaribo, 20 april 1986) is een Surinaams voetballer die speelt als verdediger.

## Carrière
Kwasie begon zijn carrière in 2009 bij SV Transvaal waar hij twee seizoenen speelde. Hierna ging hij spelen voor Inter Moengotapoe waarmee hij drie bekers won en zes landstitels. Hij speelde tussen 2010 en 2014 voor Suriname waarvoor hij 27 interlands speelde en twee doelpunten scoorde.

## Erelijst
- SVB-Eerste Divisie: 2012/13, 2013/14, 2014/15, 2015/16, 2016/17, 2018/19
- Surinaamse voetbalbeker: 2011/12, 2016/17, 2018/19
- Suriname President's Cup: 2012, 2013, 2014, 2017